# Битоков, Владимир Артурович
Владимир Артурович Битоков (род. 1985, Нальчик) — российский кинорежиссёр, ученик Александра Сокурова.

## Биография
После окончания школы в Нальчике учился в Кабардино-Балкарском государственном университете на кафедре английского языка. Участвовал в КВН, вёл развлекательные мероприятия в республике. Когда в 2010 году Сокуров открыл «Мастерскую режиссёров кино и телевидения» в КБГУ, Битоков поступил к нему. В 2015 году стал одним из 12 человек, получивших диплом после окончания мастерской. Затем работал режиссёром прямого эфира на ГТРК «Кабардино-Балкария». На четвёртом курсе написал сценарий, позже ставший основой фильма «Глубокие реки». При поддержке Сокурова снял эту семейную драму на кабардинском языке, который сам плохо знал. «Глубокие реки» были представлены в конкурсной программе «К востоку от запада» на кинофестивале в Карловых Варах. Битоков получил за фильм приз лучшему дебютанту на «Кинотавре» и ряд других наград.
После этого Битоков продолжал работать курьером в Нальчике. Второй полнометражный фильм Битокова «Мама, я дома», где мать отказывается верить в гибель сына на войне, спродюсировал Александр Роднянский. Картина была выбрана для участия в программе Orizzonti Extra Венецианского кинофестиваля 2021 года.
В 2022 году Битоков дебютировал в качестве актёра, исполнив одну из главных ролей в фильме «Сломя голову» режиссёра Евгения Григорьева.
Женат, двое дочерей.

## Фильмография

### Режиссёр

#### Учебные короткометражные фильмы
- «Письмо матери» (2010)
- «Брат» (2011)
- «Меланхолия» (2012)
- «Течение» (2012)
- «Третий» (2013)
- «Анкер» (2014)

#### Полнометражные фильмы
- «Глубокие реки» (2018)
- «Мама, я дома» (2021)

### Актёр
- 2023 — Сломя голову — Сергей[12]